# Kámen (powiat Havlíčkův Brod)
Kámen – miejscowość i gmina (obec) w Czechach, w kraju Wysoczyna, w powiecie Havlíčkův Brod. W 2022 roku liczyła 388 mieszkańców.